# Drujba, Vinkivți
Drujba (în ucraineană Дружба) este un sat în comuna Neteciînți din raionul Vinkivți, regiunea Hmelnîțkîi, Ucraina.

## Demografie
Componența lingvistică a localității Drujba
     Rusă (87,04%)
     Ucraineană (12,96%)
Conform recensământului din 2001, majoritatea populației localității Drujba era vorbitoare de rusă (87,04%), existând în minoritate și vorbitori de ucraineană (12,96%).